# Gustavo Angarita
Gustavo Antonio Angarita Pantoja  (Bogotá, 2 de septiembre de 1942) es un primer actor de cine, teatro y televisión colombiano conocido por sus interpretaciones en diversas telenovelas.

## Filmografía

### Televisión
| Año    | Título                                                 | Personaje                       |
| ------ | ------------------------------------------------------ | ------------------------------- |
| 2021   | Interiores                                             | Arnaldo                         |
| 2020   | El gesto                                               | El mismo                        |
| 2020   | La de troya 2                                          | Otto                            |
| 2019   | Relatos Retorcidos: El suicidio de José Asunción Silva | Felipe                          |
| 2018   | La de troya                                            | Otto                            |
| 2016   | La ley del corazón                                     | Ministro de Justicia            |
| 2015   | ¿Quién mató a Patricia Soler?                          | Fausto                          |
| 2013   | El día de la suerte                                    | Midas Clemente                  |
| 2013   | Muñeca brava                                           | Federico                        |
| 2010   | Casa de reinas                                         | Dr Arcadio Ribero               |
| 2010   | Chepe Fortuna                                          | Dr Arcadio Ribero               |
| 2010   | Bella Calamidades                                      | Aquiles Barraza                 |
| 2008   | Aquí no hay quien viva                                 | Isidro Ep: "Erase un Indigente" |
| 2006   | En los tacones de Eva                                  | Modesto Caballero               |
| 2007   | Mujeres asesinas                                       | Actuación especial              |
| 2004   | Luna, la heredera                                      | Jacinto Mendoza.                |
| 2003   | Un ángel llamado Azul                                  | Maestro                         |
| 2002   | El precio del silencio                                 | Jorge Bayona                    |
| 2000   | Traga maluca                                           | Leonardo Conde                  |
| 1999   | La dama del pantano                                    |                                 |
| 1999   | Club 10                                                | Jerónimo                        |
| 1998   | Carolina Barrantes                                     | Don Joaquín Rivas               |
| 1998   | El día que murió el silencio                           | Óscar                           |
| 1997   | Hombres                                                | Ricardo                         |
| 1995   | El manantial                                           | Rodrigo Arciniegas              |
| 1994   | Almas de Piedra                                        |                                 |
| 1993   | La potra Zaina                                         | Melquisedec Ahumada             |
| 1993   | Lucerito                                               |                                 |
| 1993   | La fuerza del poder                                    |                                 |
| 1992   | Brigada central 2: La guerra blanca                    |                                 |
| 1991   | Los pecados secretos                                   | Mateo                           |
| 1990   | La casa de las dos palmas                              | Efraín Herreros                 |
| 1989   | El Alcalde                                             | Juvenal Herrera                 |
| 1988   | Caballo Viejo                                          | Santiesteban Bonfante           |
| 1987   | Vanessa                                                |                                 |
| 1986   | Marina de noche                                        |                                 |
| 1985   | Tuyo es mi corazón                                     | Aníbal Sánchez                  |
| 1984   | Casa brava                                             |                                 |
| 1983   | El bazar de los idiotas                                | Nemesio Rodríguez               |
| 1980-3 | Revivamos nuestra historia                             |                                 |
| 1979   | Rasputín                                               | Grigori Rasputín                |
| 1978   | El candidato                                           |                                 |
| 1968   | Bajo la tierra                                         |                                 |
| 1963   | ¡Sublime decisión!                                     |                                 |
|        | Cuando llega la noche                                  |                                 |
|        | El círculo                                             |                                 |
|        | El divino                                              |                                 |

## Cine
| Año  | Título                       | Personaje    |
| ---- | ---------------------------- | ------------ |
| 2020 | El olvido que seremos        | Aguirre      |
| 2018 | La bestia                    | Padre        |
| 2016 | Zona de espera               | Padre        |
| 2015 | Con lupe                     | Doctor       |
| 2015 | Gentle Breath                | Vicente      |
| 2015 | Suave el aliento             |              |
| 2015 | Los 33                       | Mario Gómez  |
| 2013 | Gallows Hill                 | Felipe       |
| 2012 | Sofía y el terco             | Alfredo      |
| 2003 | Malamor                      |              |
| 2001 | Bolívar soy yo               |              |
| 2001 | La pena máxima               | Ramírez      |
| 1999 | Kalibre 35                   | Miguel Ángel |
| 1998 | El día que murió el silencio |              |
| 1993 | La estrategia del caracol    | Fray Luis    |
| 1986 | Reputado                     |              |
| 1986 | Pisingaña                    |              |
| 1985 | Tiempo de morir              | Juan Sayago  |

## Premios y nominaciones

### Premios India Catalina
| Año  | Categoría                                    | Telenovela o Serie        | Resultado |
| ---- | -------------------------------------------- | ------------------------- | --------- |
| 1997 | Mejor actor de reparto de telenovela o serie | Hombres                   | Ganador   |
| 1991 | Mejor Actor Principal                        | La casa de las dos palmas | Ganador   |

### Premios TVyNovelas
| Año  | Categoría                            | Telenovela o Serie | Resultado |
| ---- | ------------------------------------ | ------------------ | --------- |
| 2016 | Premio a toda una vida en televisión |                    | Ganador   |
| 2011 | Mejor Actor Antagónico de Telenovela | Bella Calamidades  | Nominado  |

### Otros premios obtenidos
- Simón Bolívar a Mejor Actor de Reparto: La casa de las dos palmas
- Gloria de la TV Especial por los 50 años de la TV en Colombia
- Nogal de Oro Especial a la Trayectoria

### Premios por Películas
- Tucan de Oro a Mejor Actor por: Tiempo de Morir
- Mejor Actor en Festival de Cine de Acapulco por: Tiempo de Morir
- Mejor Actor en el 2º Festival Binacional de Cine entre Venezuela y Colombia: Sofía y el terco[5]